# NGC 2020
NGC 2020 је емисиона маглина у сазвежђу Златна риба која се налази на NGC листи објеката дубоког неба.
Деклинација објекта је - 67° 42' 57" а ректасцензија 5h 33m 12,7s. Привидна величина (магнитуда) објекта NGC 2020 износи 10,9. NGC 2020 је још познат и под ознакама ESO 56-?148.